# 使节
使節，卿大夫聘於諸侯時，國君授其官職的憑證，又稱符信、符節、庭節、旄節。
使節大多用銅鑄成，並根據任職地區的不同，分別鑄成不同的動物圖像。於山區任職的官，授其虎節；於平原地區任職的官，授其人節；在湖澤地區任職的官，授其龍節。一般都用竹子為柄，上面綴些氂牛尾等裝飾品。
現代多稱奉政府指令，到外國辦公的外交官為使節。